# Тиброн
Тиброн (умро 391. п. н. е.) био је спартански војсковођа.

## Биографија
Године 399. п. н. е. изабран је за спартанског гувернера грчких градова Јоније. Располагао је великим војним снагама, али ипак није успео да се супротстави Персији. Више успеха је имао када су му се придружили ветерани похода Десет хиљада. Међутим, због неуспеха у заузимању града Латисе опозван је и замењен Дериклидом. Потом му је у Спарти суђено због пљачкања савезника. 
Тиброн се вратио у Малу Азију по избијању Коринтског рата, односно 391. п. н. е. када је за њеног сатрапа изабран Струта. Након почетних успеха, пао је у Струтину заседу у којој је погинуо. 